# De providentia
Il De providentia è il primo libro dei Dialoghi di Lucio Anneo Seneca (64 circa).

## Contenuto
Il De providentia non tratta invero tutta la complessa materia della provvidenza, ma, come è indicato nel sottotitolo, tratta solo la questione parziale di come mai in presenza d'un ordine provvidenziale pure i buoni siano affetti da sventure:
Stabilito sommariamente che il mirabile ordine del tutto non può essere casuale ma regolato da una ragione divina, Seneca fa rientrare anche i fenomeni fisici che sembrano turbarlo in quest'ordine perfetto, che contribuiscono parimenti pur nella loro apparenza perturbatrice a mantenerlo. Come l'artifex (artista) sa trarre una perfetta opera d'arte da una determinata materia imperfetta, ed anzi trae a suo vantaggio le caratteristiche imperfette di quella materia, così il sommo artifex divino ha saputo comporre la perfezione dell'universo dalla materia, la cui condizione non poteva che essere imperfetta. A questa condizione generale di perfezione che si avvale delle imperfezioni particolari in cui ogni causa dipende da un'altra causa, è concatenata anche la condizione umana che si estrinseca nel destino d'ogni singolo uomo, per quanto vario e capriccioso possa sembrare, regolato dalla fortuna. Stolto è dunque volersi inutilmente sottrarre al destino accecati da desideri e passioni contrarie al suo avverarsi, saggio è invece seguirlo e sostenerlo:
Però non i mali morali possono capitare ai buoni, da cui ormai sono immuni, ma quelle sembianze di mali, che tali appaiono ai più, che sono le sventure, le calamità, gli avvenimenti dolorosi che toccano a tutti gli uomini. Essi, come certi apparenti beni (i casi fortunati, i successi) sono in realtà cose indifferenti, né buone né cattive, ed anzi nella perfezione del tutto la divinità stessa, come un padre severo che alleva i figli per la vita migliore, fa sì che il buono sia piuttosto affetto dalle sventure che dalle fortune, come palestra e rafforzamento delle virtù da un lato, dall'altro come manifestazione e dimostrazione d'esse da parte del buono, che altrimenti rimarrebbero pura espressione vocale. In questa prospettiva più cinica che stoica – due volte viene citato Demetrio il Cinico, con cui Seneca ebbe stretti rapporti specie negli ultimi anni di vita – gli indifferentia calamitosi assumono aspetto positivo, e il buono invece che cercare di respingerli li accetta volentieri; mentre assumono aspetto negativo gli indifferentia fortunati come le ricchezze, che a differenza del Dialogo De vita beata dove permettono più vasto campo per esercitare la virtù, sono qui visti a modo dei cinici come fardello di cui liberarsi per intraprendere quella via ardua che sola consegue e manifesta la virtù raggiunta.
Importante immagine di questa ardua impresa che spetta al buono è il mito di Fetonte, di cui Seneca cita i versi ovidiani, il quale invece d'essere distolto dalla difficoltà del compito si sente incitato a intraprendere la corsa celeste. Questa allegorizzazione favorevole d'un mito che di solito viene visto negativamente come folle esempio di superbia è significativo indice della tendenza di Seneca alla sublimazione, fino a sfiorare punte per così dire di superomismo morale.
Quando proprio la fortuna è insopportabile per il buono e impedisce di vivere degnamente, la divinità gli è venuta incontro rendendo facile morire, di cui tanti e brevi sono i modi a differenza del nascere e con cui il buono può liberarsi per sempre dai colpi di quella. Qui l'esempio classicamente romano che Seneca riprende è il suicidio di Catone Uticense, spettacolo meraviglioso per gli stessi Dei della virtù umana. E il finale di questo breve Dialogo è un autentico elogio alla morte liberatrice, di cui in date circostanze il suicidio è la proclamazione più alta e il più alto esempio di virtù. Stolto è invece, come afferma l'explicit, averne paura:
Questo dialogo fu scritto ben probabile negli ultimi anni di vita di Seneca – si pensa il 64 d.C. – quando ormai era avvenuta la rottura con Nerone e Seneca era un privato privo d'ogni potere, inviso e sospetto all'imperatore stesso. Caduto il disegno politico di conciliazione del potere imperiale con la funzione di guida senatoriale, a Seneca rimaneva solo più la rivendicazione dell'indipendenza morale di fronte a qualunque situazione politica. Sicché il precettore politico di Nerone si rannicchia nel precettore morale di Lucilio – il più giovane cavaliere romano a cui sono dedicati questo dialogo e le tarde Epistulae – in una prospettiva non più di libertà politica ma puramente morale. Ciò vale sia per questo Dialogo che per le Epistulae. Quella critica del potere romano che altrove s'era manifestata piuttosto nell'astio e risentimento di chi a quel potere aspirava e ne era stato escluso, qui e nelle Epistulae è invece puro contemptus, cioè quel disprezzo che è anzitutto distacco e allontanamento da qualcosa che si giudica estraneo e da meno di sé. Se i tanti indizi che portano molti critici a datare tardi questo dialogo colgono nel segno, l'elogio finale della morte come liberazione suprema è l'anticipazione vicina nel tempo di quel brindisi a Giove Liberatore innalzato quando Seneca pose fine alla sua vita per ordine di Nerone.